# Каумакани

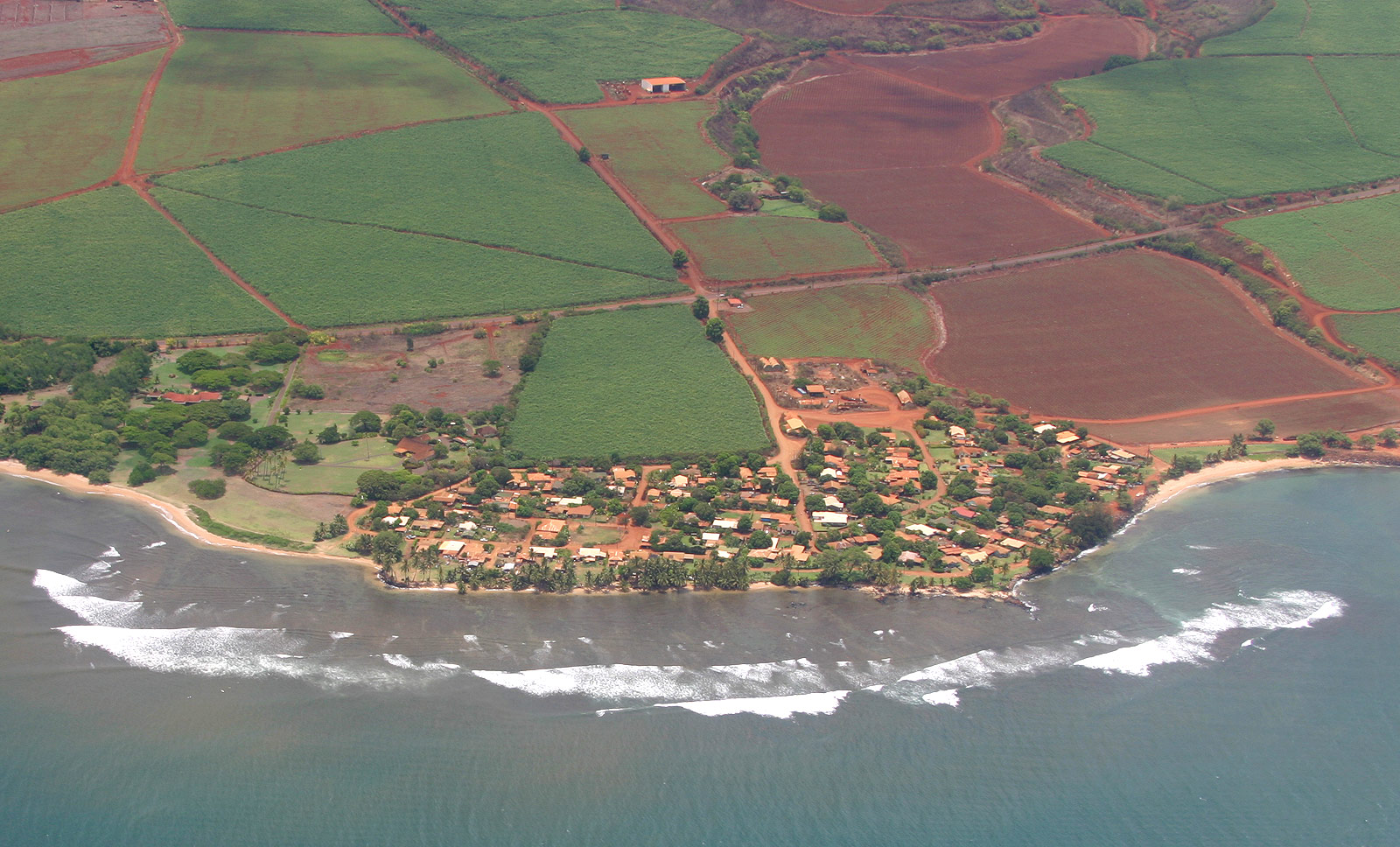
Вид на Куамакани с высоты птичьего полёта (2004)

Каумакани (гав. Kaumakani — букв. «место ветра») — статистически обособленная местность, расположенная в округе Кауаи, штат Гавайи, США.

## История
Поселение на протяжении более 40 лет было официально известно как Макавели (что по-гавайски означает «страшные черты»). Эта местность являлась древним гавайским земельным наделом (ahupuaa). В 1914 году Совет по географическим названиям постановил, что поселение будет называться Макавели, и только в 1956 году переименовал его в Каумакани. Поселение имеет собственное почтовое отделение, с ZIP-кодом 96747.

## География
Согласно Бюро переписи населения США статистически обособленная местность Каумакани имеет общую площадь 2,7 квадратных километров, из которых 2,5 км2 относится к суше и 0,2 км2 или 8,57 % — к водным ресурсам.
Основная дорога — шоссе Каумуалии, гавайский маршрут 50 (Hawaii Route 50).

## Демография
По данным переписи населения за 2000 год в Каумакани проживало 607 человек, насчитывалось 207 домашних хозяйств, 162 семьи и 234 жилых дома. Средняя плотность населения составляла около 245,4 человек на один квадратный километр.
Расовый состав Каумакани по данным переписи распределился следующим образом: 4 % белых, 77 % — азиатов, 2 % — коренных жителей тихоокеанских островов, 16 % — представителей смешанных рас, <1 % — других народностей. Латиноамериканцы составили 5 % населения.
Из 207 домашних хозяйств в 33 % — воспитывали детей в возрасте до 18 лет, 60 % представляли собой совместно проживающие супружеские пары, в 9 % семей женщины проживали без мужей, 21 % не имели семьи. 18 % от общего числа семей на момент переписи жили самостоятельно, при этом 9 % составили одинокие пожилые люди в возрасте 65 лет и старше. В среднем домашнее хозяйство ведут 2,93 человек, а средний размер семьи — 3,34 человек.
Население Каумакани по возрастному диапазону (данные переписи 2000 года) распределилось следующим образом: 26 % — жители младше 18 лет, 6 % — между 18 и 24 годами, 28 % — от 25 до 44 лет, 20 % — от 45 до 64 лет и 20 % — в возрасте 65 лет и старше. Средний возраст жителей составил 40 лет. На каждые 100 женщин приходилось 104,4 мужчины, при этом на каждые сто женщин 18 лет и старше приходилось 102,7 мужчин также старше 18 лет.

## Экономика
Средний доход на одно домашнее хозяйство Каумакани составил 34 583 долларов США, а средний доход на одну семью — 41 250 долларов. При этом мужчины имели средний доход в 26 429 долларов в год против 23 654 долларов среднегодового дохода у женщин. Доход на душу населения составил 14 024 долларов в год. 9 % от всего числа семей в местности и 11 % от всей численности населения находилось на момент переписи за чертой бедности, при этом 11 % из них были моложе 18 лет и 8 % — в возрасте 65 лет и старше.